# 3022 Доберманн
3022 Доберманн (3022 Dobermann) — астероїд головного поясу, відкритий 16 вересня 1980 року.
Тіссеранів параметр щодо Юпітера — 3,805.